# Anthurium antrophyoides
Anthurium antrophyoides là một loài thực vật có hoa trong họ Ráy (Araceae). Loài này được Killip miêu tả khoa học đầu tiên năm 1926.